# Champaign Township (Illinois)
Ne doit pas être confondu avec Champaign ou Comté de Champaign (Illinois).
Champaign Township est un township du comté du même nom dans l'Illinois, aux États-Unis,. 

## Source de la traduction
- (en) Cet article est partiellement ou en totalité issu de l’article de Wikipédia en anglais intitulé « Champaign Township, Champaign County, Illinois » (voir la liste des auteurs).